# Friedrich Franz Bolle
Pour les articles homonymes, voir Bolle.
Friedrich Franz August Albrecht Bolle est un botaniste allemand, né le 13 août 1905 à Potsdam et décédé en 1999.

## Biographie
Friedrich Franz Bolle est le fils de Friedrich et d’Helene née Albrecht. Il obtient son doctorat à l’université Humboldt de Berlin. Il travaille comme assistant botaniste avec l’Académie des sciences de Berlin puis avec le service de protection des végétaux.
Il est notamment l’auteur de :
- Eine Übersicht über die Gattung Geum L. und die ihr nahestehenden Gattungen, Dahlem bei Berlin 1933 (Repertorium specierum novarum regni vegetabilis: Beihefte 72) (= Dissertation)
- Resedaceae (1936)
- Theorie der Blattstellung (1939)
- Theorie der Blütenbände (1940)

### Sources
- Allen G. Debus (dir.) (1968). World Who’s Who in Science. A Biographical Dictionary of Notable Scientists from Antiquity to the Present. Marquis-Who’s Who (Chicago) : xvi + 1855 p.